# Brachymeles
A Brachymeles a hüllők (Reptilia) osztályába a pikkelyes hüllők (Squamata) rendjébe a gyíkok (Sauria) alrendjébe és a vakondgyíkfélék (Scincidae) családjába tartozó nem

## Rendszerezés
A nembe az alábbi 16 faj tartozik.
- Brachymeles apus
- Brachymeles bicolor
- Brachymeles bonitae
- Brachymeles boulengeri
- Brachymeles cebuensis
- Brachymeles elerae
- Brachymeles gracilis
- Brachymeles hilong
- Brachymeles minimus
- Brachymeles pathfinderi
- Brachymeles samarensis
- Brachymeles schadenbergi
- Brachymeles talinis
- Brachymeles tridactylus
- Brachymeles vermis
- Brachymeles wrighti